# Nicolás Burdisso
Nicolás Burdisso (* 12. dubna 1981, Altos de Chipión, Argentina) je bývalý argentinský fotbalový obránce a reprezentant italského původu. Jeho bratr Guillermo je též profesionálním fotbalistou.

## Reprezentační kariéra
Celkově za argentinský národní výběr odehrál 49 zápasů a vstřelil v něm 2 branky. Zúčastnil se LOH 2004 v Řecku, MS 2006 v Německu, CA 2007 ve Venezuele, MS 2010 v Jihoafrické republice a CA 2011 v Argentině.